# Endymión

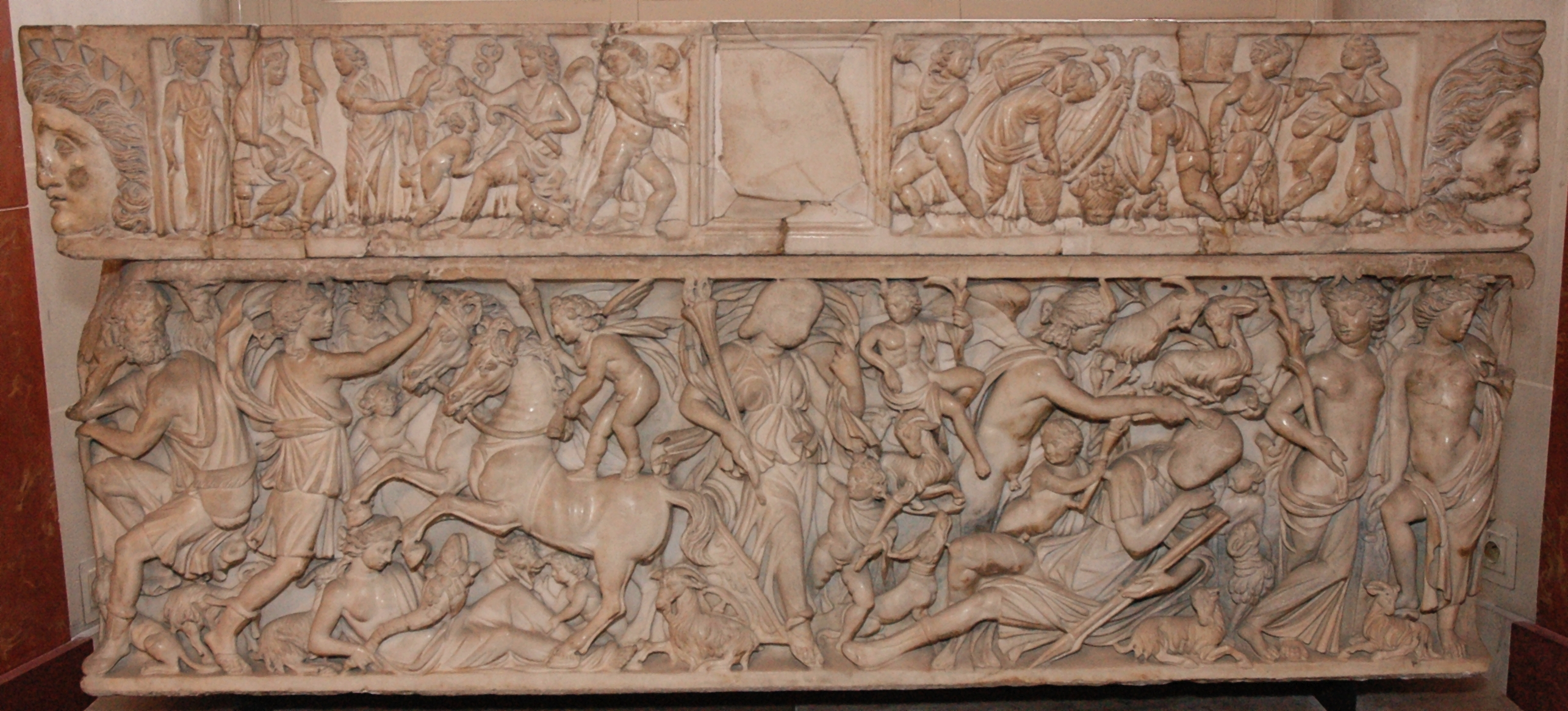
Endymión na galorománském sarkofágu ze 3. století

Endymión (latinsky Endymion) je v řecké mytologii synem élidského krále Aethlia, možná dokonce synem samotného Dia. Je po něm pojmenován kráter Endymion na Měsíci.
Endymión byl pohledný mladík, pastýř na hoře Latmos v Karii. Velkou láskou k němu zahořela bohyně měsíce Seléné. Každou noc k němu sestupovala z oblohy, obdivně se na něj dívala, líbala ho a i když ho nikdy nevyrušila z jeho hlubokého spánku, porodila věčně mladému jinochovi prý 50 dcer. Tento počet představuje počet měsíců mezi olympijskými hrami. Jiná verze uvádí naopak 50 synů, ještě jiná jmenuje její tři syny – Paiania, Epeia a Aitóla, z nichž poslední byl zakladatelem Aitólie a stal se praotcem Lédiným.

## Odraz v umění

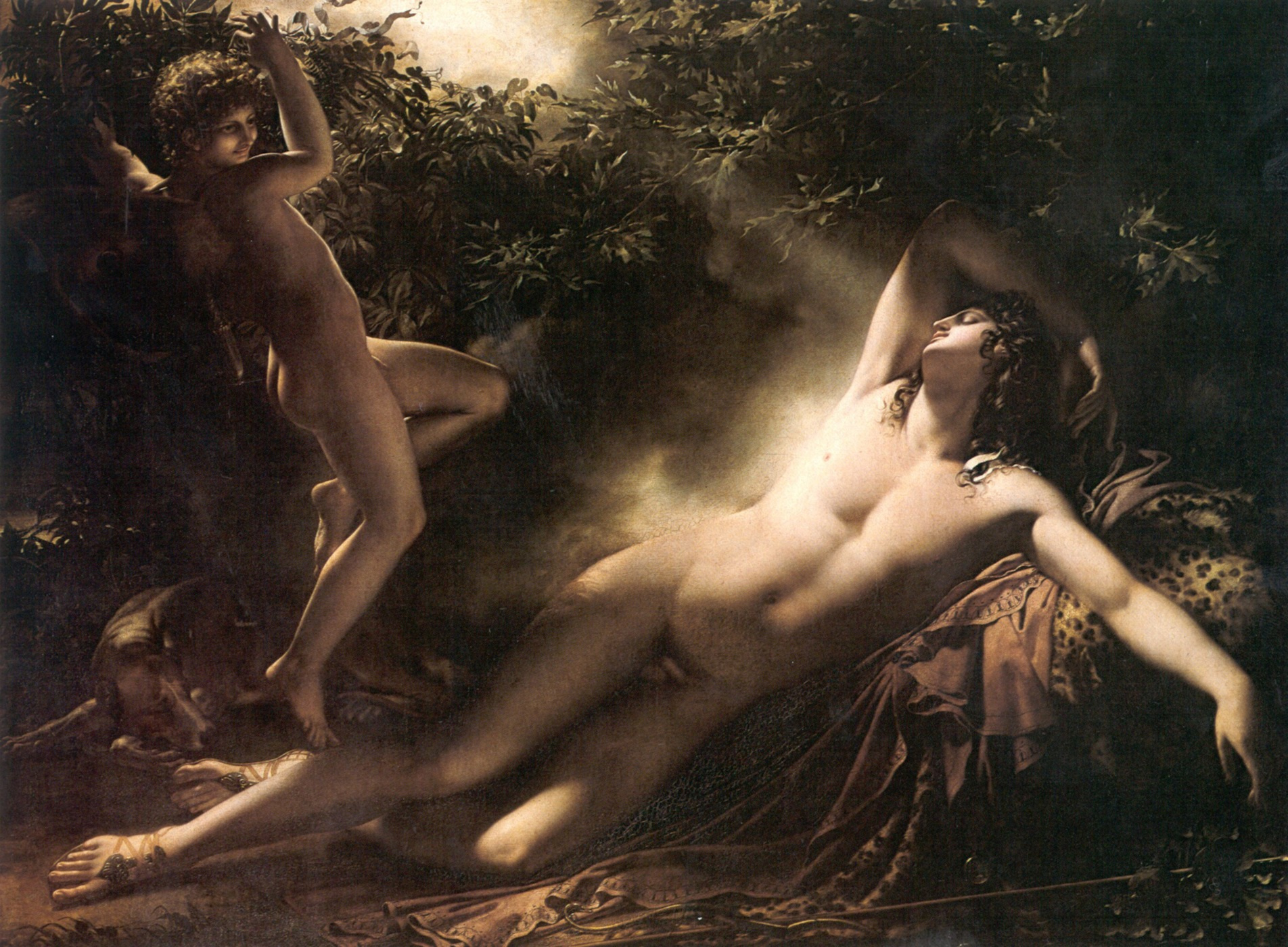
Spící Endymión, Anne-Louis Girodet-Trioson, 1791, Louvre

Tento věčný milostný příběh má mnoho verzí a také mnoho uměleckých ztvárnění, např.
- Anthonis van Dyck Diana a Endymion (1625), uložen v Prado v Madridu
- Petr Paul Rubens Diana a Endymion, 1635, Londýn, National Gallery
- další Endymion a Diana, 1820, od Jacquesa Nicolase Paillota
- alegorické drama Johna Lylyho Endimion, the Man in the Moon (1591)
- Endymion, báseň Johna Keatse, 1818, psáno v heroickém dvojverší
- píseň „My Selene“ z alba Reckoning Night skupiny Sonata Arctica